# بالهائه بعدی
بالهائه بعدی در سال ۹۲۷ میلادی پس از سقوط بالهائه توسط سلسله لیائو شکل گرفت و در سال ۹۳۵ توسط سلسله لیائو فتح شد. دائه گوانگ هیون ولیعهد و پسر دائه اینسون آخرین پادشاه بالهائه به مدت ۸ سال پادشاه این سلسله بود و بعد از سقوط حکومت به گوریو گریخت.
وجود بالهائه بعدی اولین بار توسط هینو کایزابورو محقق ژاپنی در سال ۱۹۴۳ مطرح شد و متعاقباً توسط برخی از محققان کره جنوبی حمایت شد. در خارج از کره جنوبی، "بالهائه بعدی" معمولاً به عنوان نامی برای پادشاهی دانگدان یا سایر سیاست ها در قلمرو سابق بالهائه شناخته می شود.

## تاریخ
پس از سقوط بالهائه، بخشی از سرزمین توسط سلسله لیائو به رهبری خیتان ضمیمه شد، و بخشی به پادشاهی دونگدان وابسته به لیائو ملحق شد، و بقیه توسط مردم گوگوریو که استقلال خود را حفظ کردند، ساکن شدند. مردم تسخیر شده بالهائه بلافاصله شروع به شورش علیه سلسله لیائو کردند.
از سال ۹۲۷، خیتان ها شروع به شکار و اعدام همه اعضای خانواده سلطنتی کرده بودند تا هر گونه شانسی را که یک حاکم جدید برای گرفتن تاج و تخت از بین ببرد. با این حال، تعدادی از اعضای خانواده سلطنتی زنده ماندند.
از جمله ولیعهد دائه گوانگ هیون بود. ولیعهد پناهندگان بالهائه را که عمدتاً از مردم سابق گوگوریو بودند، گرفت و به همسایه جنوبی آنها، گوریو گریخت، جایی که پادشاه تازه برخاسته تائجو آنها را با سخاوت پذیرفت.
سپس طایفه دائه گروه‌های مقاومت غربی رودخانه آمنوک را متحد کردند و "بالهائه بعدی" را در قلعه هولوهان در سال ۹۲۷ تأسیس کردند.
با این حال، ژنرال یول منهوا در یک کودتا کنترل را به دست گرفت و در سال ۹۳۵ جئونگان (دینگان) را تأسیس کرد.